# Hohe Warte Stadium
Hohe Warte Stadium je víceúčelový stadion na kopci Hohe Warte v Döblingu, 19. obvodu Vídně. Slouží hlavně jako stadion First Vienna FC 1894.

## Historie
Stadion byl otevřen v roce 1921, v té době byl považován za jeden z nejlepších a největších sportovních areálů v kontinentální Evropě.
Zápasy rakouské reprezentace, jako byl zápas proti Itálii v roce 1923, sledovalo až kolem 80 000 lidí.
Ve 20. letech 20. století se na stadionu také hrály opery a konaly boxerské zápasy.
V jednu dobu měl stadion pouze 4 500 míst na sezení, protože tři ze čtyř stran tvoří travnatý val. Aktuálně (k sezóně 2024/25) má stadion 5 500 míst k sezení.
V roce 1924 se na Hohe Warte konalo první operní představení pod širým nebem ve Vídni. Pietro Mascagni dirigoval operu Aida.
V posledním zápase sezóny 2015/16 proti ASK Ebreichsdorf (1:4) dne 27. května 2016 fanoušci First Vienna na východní tribuně zrežírovali scénu z videohry Super Mario, byla připravována celé týdny.

## Galerie

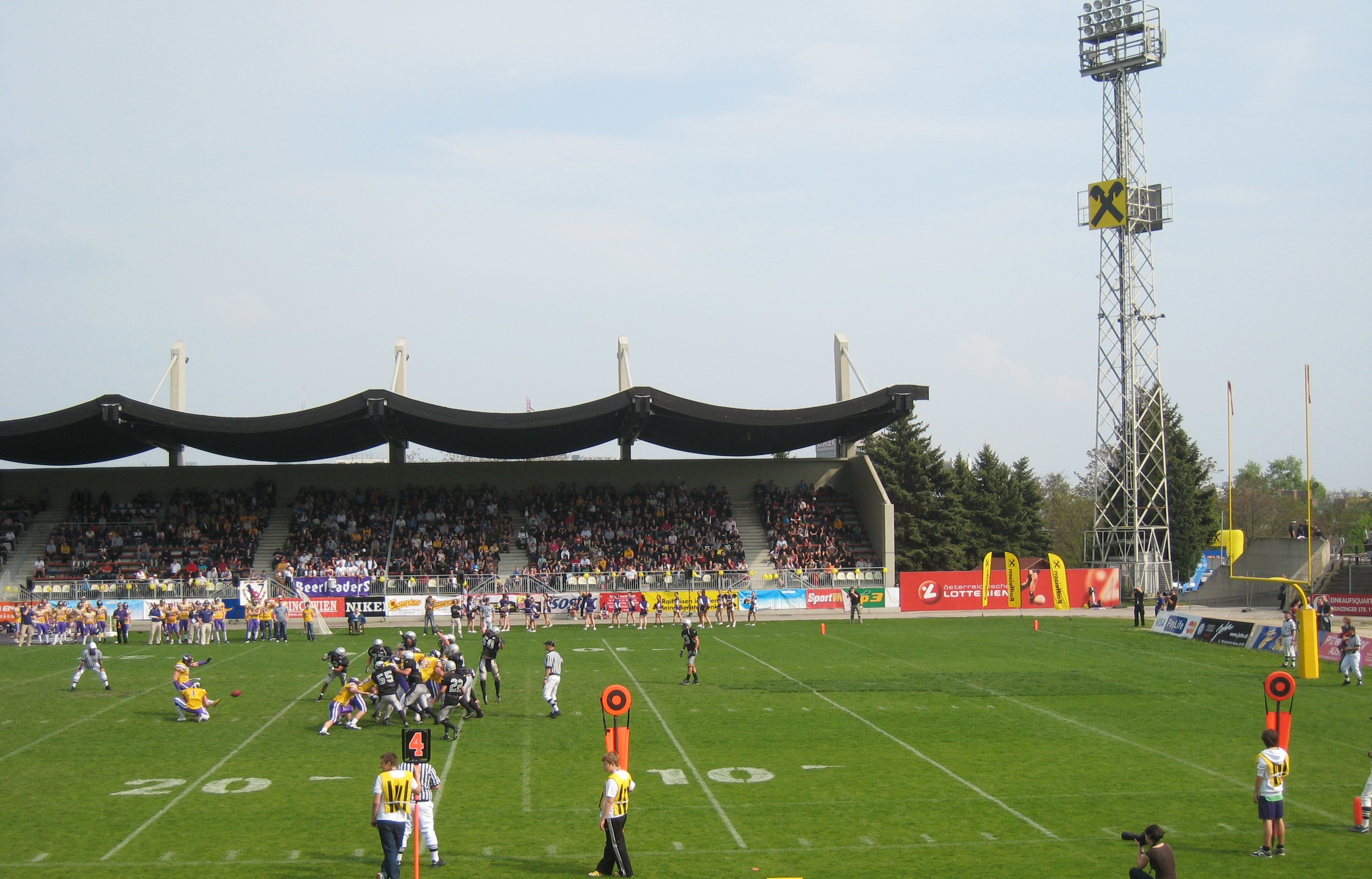
Zápas European Football League 2010 dne 2. května, Vienna Vikings proti Badalona Dracs (24:0)
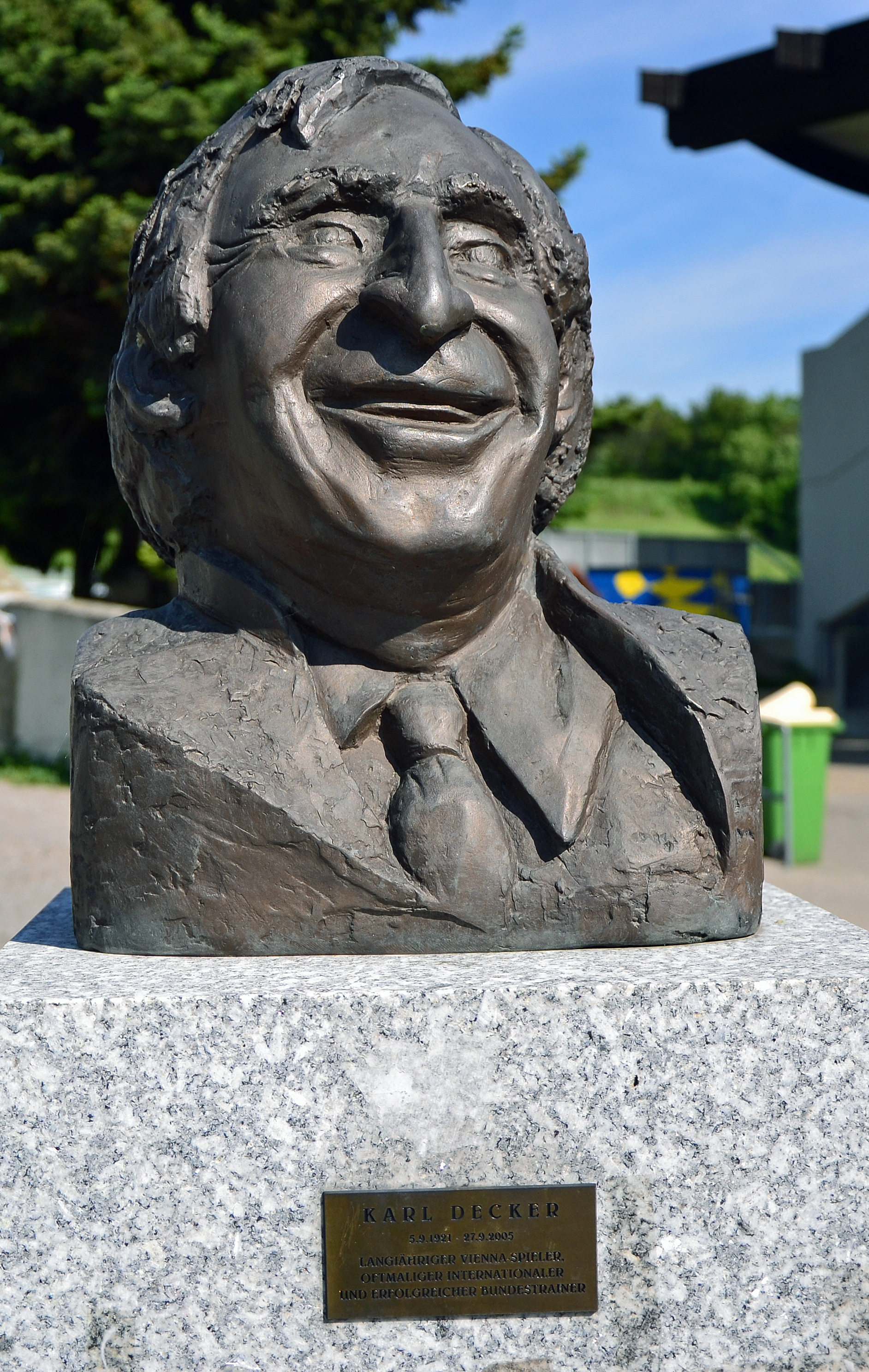
Busta Karla Deckera (1921–2005) před stadionem
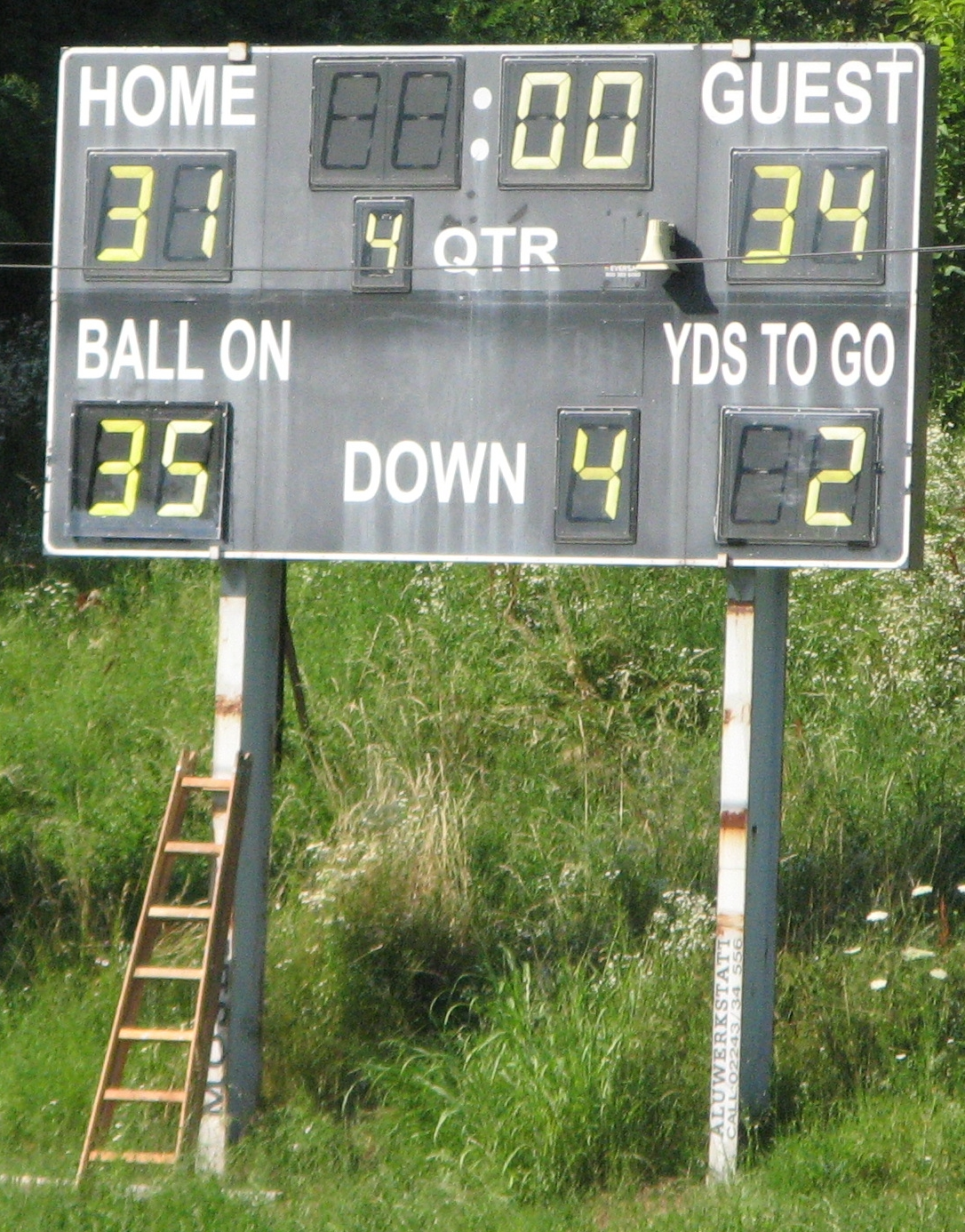
Výsledková tabule (2010)